# Индепенденс (Минесота)
Индепенденс (енгл. Independence) град је у америчкој савезној држави Минесота.

## Демографија
По попису из 2010. године број становника је 3.504, што је 268 (8,3%) становника више него 2000. године.
| Група             | 2000.         | 2010.         |
| Белци             | 3.146 (97,2%) | 3.374 (96,3%) |
| Афроамериканци    | 3 (0,1%)      | 9 (0,3%)      |
| Азијати           | 34 (1,1%)     | 37 (1,1%)     |
| Хиспаноамериканци | 28 (0,9%)     | 47 (1,3%)     |
| Укупно            | 3.236         | 3.504         |